# Семенково (Сямженский район)
Семенково — деревня в Сямженском районе Вологодской области.
Входит в состав Житьёвского сельского поселения, с точки зрения административно-территориального деления — в Житьёвский сельсовет.
Расстояние по автодороге до районного центра Сямжи — 15 км, до центра муниципального образования Житьёва — 7 км.
По данным переписи в 2002 году постоянного населения не было.